# Điện Thắng Nam
Điện Thắng Nam is een xã in het district Điện Bàn, een van de districten in de Vietnamese provincie Quảng Nam.
Een belangrijke verkeersader in Điện Thắng Nam is de Quốc lộ 1A. Điện Thắng Nam heeft ruim 6000 inwoners op een oppervlakte van 5,06 km².